# Gilbert Hatton
Gilbert „Gil“ Hatton (ur. 31 lipca 1956 w Alburtis) – amerykański kolarz torowy, brązowy medalista mistrzostw świata.

## Kariera
Największy sukces w karierze Gilbert Hatton osiągnął w 1983 roku, kiedy zdobył brązowy medal w keirinie podczas mistrzostw świata w Zurychu. W zawodach tych wyprzedzili go jedynie Szwajcar Urs Freuler oraz Australijczyk Danny Clark. Dwukrotnie zdobywał wicemistrzostwo USA w tej konkurencji, nigdy jednak nie wystąpił na igrzyskach olimpijskich.